# زمین‌لرزه‌های اکتبر ۲۰۱۶ مرکز ایتالیا
زمین‌لرزه‌های اکتبر ۲۰۱۶ مرکز ایتالیا دو زمین‌لرزه به بزرگی ۵٫۵ و ۶٫۱ مرکالی بود که ۲۶ اکتبر ۲۰۱۶ در بخش مرکزی ایتالیا و در عمق ۱۰ کیلومتری روی داد.
زمین‌لرزه اول به بزرگی ۵٫۵ درجه در ساعت ۱۹:۱۰ در نزدیکی ویسو در استان ماچه‌راتا روی داد، اما تکان‌های آن در رم، پروجا، فلورانس و ناپل حس شد، دو ساعت بعد یک زلزله به بزرگی ۶٫۱ درجه در در دو کیلومتری شمال غربی ویسو روی داد و دو نفر را زخمی کرد.

## تکانه‌ها
| تاریخ / زمان (UTC)  | گشتاوری | نوع | عمق کانون زمین‌لرزه | رومرکز  | رومرکز        | رومرکز        |
| تاریخ / زمان (UTC)  | گشتاوری | نوع | عمق کانون زمین‌لرزه | موقعیت  | عرض جغرافیایی | طول جغرافیایی |
| ------------------- | ------- | --- | ------------------ | ------- | ------------- | ------------- |
| ۲۰۱۶-۱۰-۲۶ ۱۷:۱۰:۳۶ | ۵٫۴     | Mw  | ۸٫۷ کیلومتر        | ماچراتا | ۴۲٫۸۸۰۲       | ۱۳٫۱۲۷۵       |
| ۲۰۱۶-۱۰-۲۶ ۱۹:۱۸:۰۵ | ۵٫۹     | Mw  | ۷٫۵ کیلومتر        | ماچراتا | ۴۲٫۹۰۸۷       | ۱۳٫۱۲۸۸       |
| ۲۰۱۶-۱۰-۲۶ ۲۱:۴۲:۰۱ | ۴٫۵     | Mw  | ۹٫۵ کیلومتر        | ماچراتا | ۴۲٫۸۶۱۲       | ۱۳٫۱۲۸۳       |
| ۲۰۱۶-۱۰-۳۰ ۰۶:۴۰:۱۷ | ۶٫۵     | Mw  | ۹٫۴ کیلومتر        | پروجا   | ۴۲٫۸۴         | ۱۳٫۱۱         |
| ۲۰۱۶-۱۰-۳۰ ۰۶:۴۴:۳۰ | ۴٫۶     | ML  | ۱۰٫۰ کیلومتر       | پروجا   | ۴۲٫۸۵۰۷       | ۱۳٫۰۷۱۵       |
| ۲۰۱۶-۱۰-۳۰ ۰۷:۱۳:۰۵ | ۴٫۵     | ML  | ۱۰٫۸ کیلومتر       | ریتی    | ۴۲٫۶۹۸۲       | ۱۳٫۲۳۴۷       |
| ۲۰۱۶-۱۰-۳۰ ۱۲:۰۷:۰۰ | ۴٫۶     | ML  | ۹٫۷ کیلومتر        | پروجا   | ۴۲٫۸۴۴۵       | ۱۳٫۰۷۷۵       |
| ۲۰۱۶-۱۰-۳۰ ۱۳:۳۴:۵۴ | ۴٫۵     | ML  | ۹٫۲ کیلومتر        | پروجا   | ۴۲٫۸۰۳۳       | ۱۳٫۱۶۵۳       |

(منبع: Istituto Nazionale di Geofisica e Vulcanologia)